# Хадано (станция)
Станция Хадано  (яп. 秦野駅 хадано эки)} — железнодорожная станция на линии Одавара, расположенная в городе Хадано префектуры Канагава. Станция расположена в 61,7 километра от конечной станции линии — Синдзюку. Станция была открыта 1-го апреля 1927 года под названием Охатано (яп. 大秦野駅 охатано эки). Нынешнее название станция получила 9-го марта 1987 года. Нынешнее здание станции было открыто в 1996 год, а прилежаший универмаг в 1997 году.

## Планировка станции
2 платформы островного типа и 4 пути.
| 1 | ■ Линия Одавара | Син-Мацуда, Одавара                                                |
| 2 | ■ Линия Одавара | Син-Мацуда, Одавара                                                |
| 3 | ■ Линия Одавара | Сагами-Оно,Син-Юригаока, Ёёги-Уэхара, Линия Тиёда Аясэ и Синдзюку  |
| 4 | ■ Линия Одавара | Сагами-Оно, Син-Юригаока, Ёёги-Уэхара, Линия Тиёда Аясэ и Синдзюку |

## Близлежащие станции
| «                | «             | Вид обслуживания       | »             | »             |
| Линия Одавара    | Линия Одавара | Линия Одавара          | Линия Одавара | Линия Одавара |
| ---------------- | ------------- | ---------------------- | ------------- | ------------- |
| Токайдайгаку-маэ |               | Local                  |               | Сибусава      |
| Токайдайгаку-маэ |               | Sectional Semi-Express |               | Сибусава      |
| Токайдайгаку-маэ |               | Semi-Express           |               | Сибусава      |
| Токайдайгаку-маэ |               | Express                |               | Сибусава      |
| Токайдайгаку-маэ |               | Rapid Express          |               | Сибусава      |